# Guyatone
Guyatone ist eine japanische Marke für elektrische Gitarren, Gitarrenverstärker sowie Effektgeräte, zuletzt des von 1956 bis 2013 bestehenden Unternehmens Tōkyō Sound KK (japanisch 東京サウンド株式会社 Tōkyō saundo kabushiki-gaisha, englisch Tokyo Sound Co., Ltd.) mit Sitz in Suginami, Tokio.
Guyatone begann seine Produktion 1933 mit dem Schreinerlehrling Mr. Mitsuki. Der Name "Guyatone" bedeutet grob "Handwerker-Musik".

## Geschichte
Guyatone ist einer der ältesten Gitarrenhersteller in Japan und begann 1933 mit der Produktion.

## Belege
1. ↑  Guyatone. Abgerufen am 22. November 2020.